# Hanguanaceae
Hanguanaceae је фамилија монокотиледоних скривеносеменица из реда Commelinales. Статус фамилије постоји у малом броју класификационих схема скривеносеменица. Hanguanaceae обухвата један род са 6 врста, распрострањених у југоисточној Азији, Океанији и северној Аустралији.